# 27918 Azusagawa
27918 Azusagawa este un asteroid din centura principală de asteroizi.

## Descriere
27918 Azusagawa este un asteroid din centura principală de asteroizi. A fost descoperit pe 6 noiembrie 1996 la Chichibu de Naoto Satō. Asteroidul prezintă o orbită caracterizată de o semiaxă mare de 3,21 ua, o excentricitate de 0,07 și o înclinație de 14,2° în raport cu ecliptica.